# Tüskés ördög
A tüskés ördög (Moloch horridus) a hüllők (Reptilia) osztályába, valamint a pikkelyes hüllők (Squamata) rendjébe és az agámafélék (Agamidae) családjába tartozó faj.

## Előfordulása
Ausztrália nyugati és középső részének félsivatagjaiban, sivatagjaiban honos.

## Megjelenése

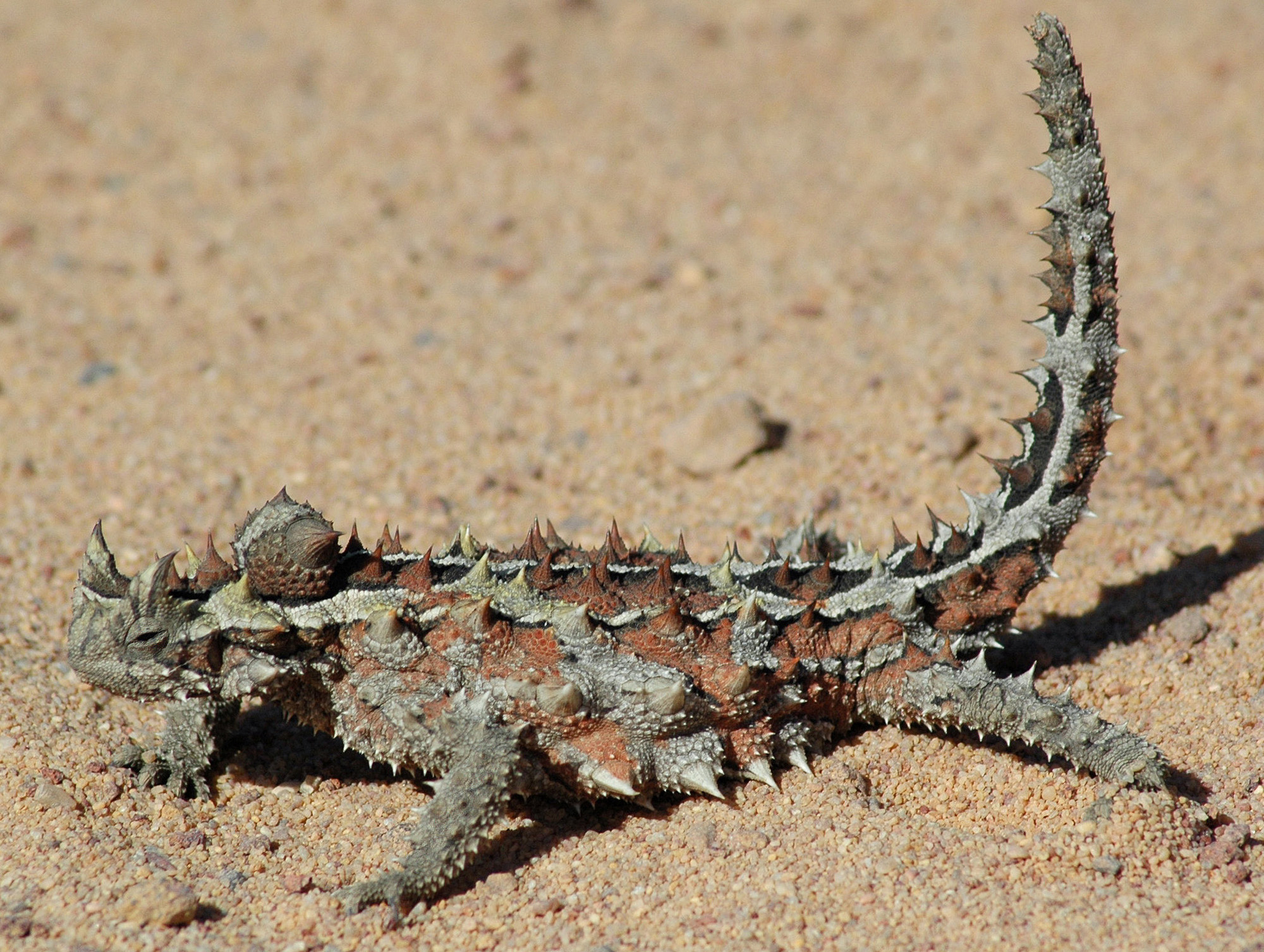
Tüskés ördög

Farkával együtt a testhossza 20 centiméter. Félelmetes kinézete ellenére az emberre teljesen ártalmatlan. Tüskéi arra szolgálnak, hogy elrettentsék támadóját.

## Életmódja
Hangyákkal táplálkozik; rövid, ragadós nyelvével szedi össze őket.